# 国鉄5500形蒸気機関車

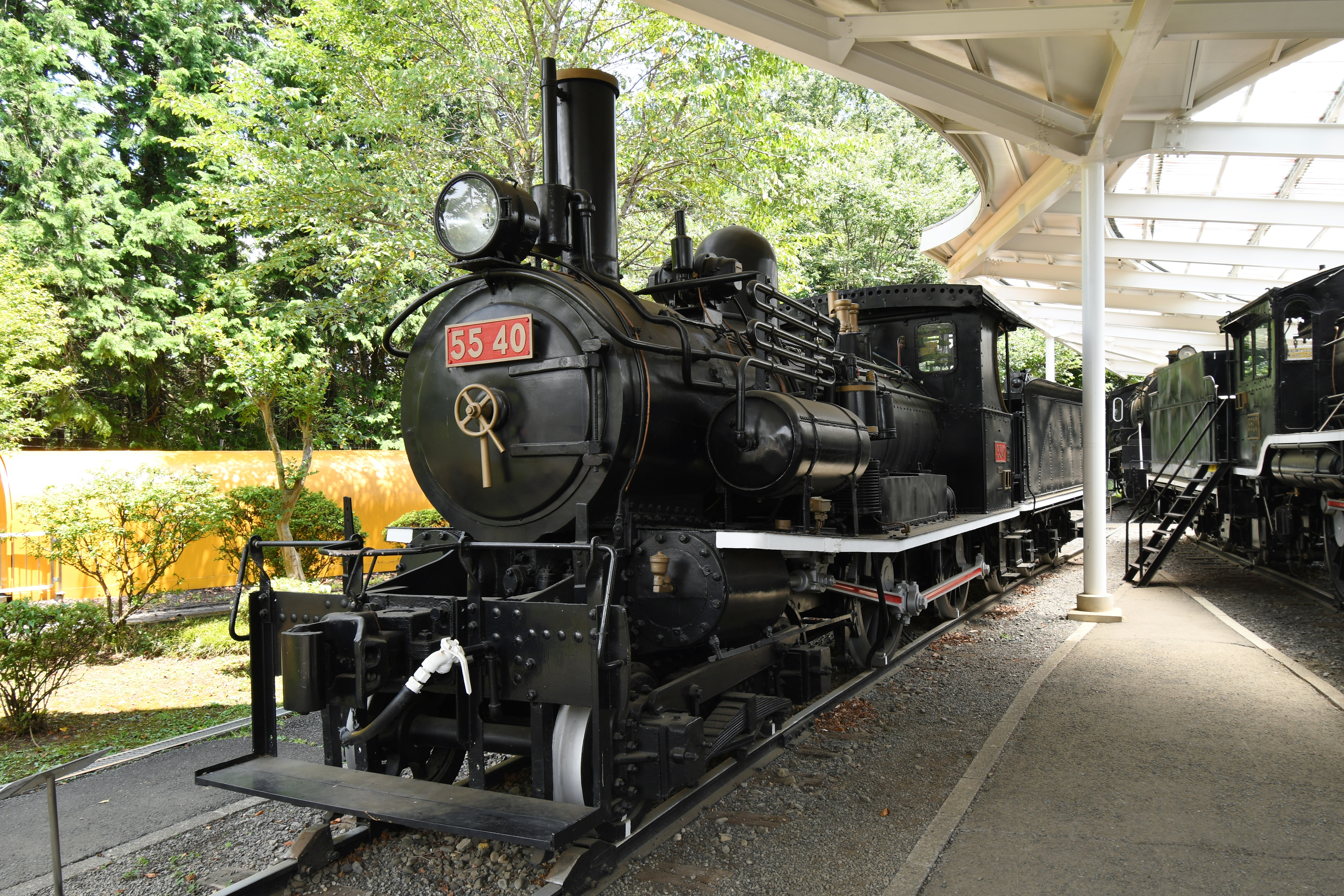
国鉄5500形蒸気機関車

5500形は、1893年（明治26年）から1898年（明治31年）にかけて、イギリスのベイヤー・ピーコック社 (Beyer, Peacock & Co. Ltd., Gorton Foundry) で製造され、輸入された蒸気機関車である。

## 概要

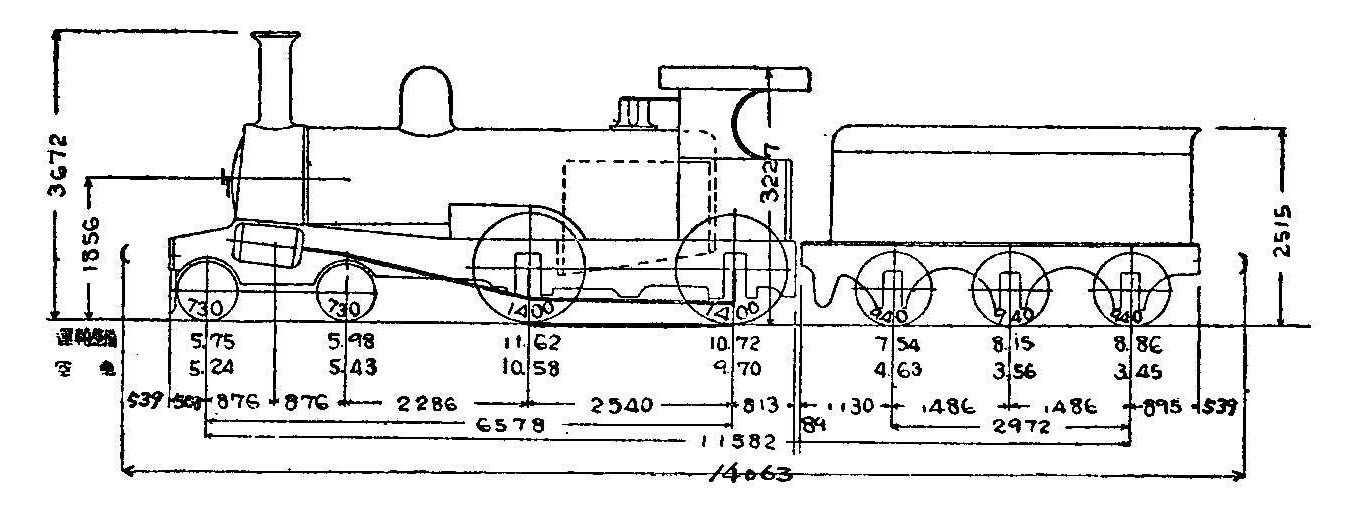
5500形の形式図

明治時代を代表する旅客列車用蒸気機関車の一つであり、日本鉄道（現在のJR東北本線や常磐線などの前身）の主力機関車だった。官設鉄道（後の国鉄→現JRの前身）や、総武鉄道（現在のJR総武本線の前身）、東武鉄道でも同形機が使用された。ピーコック社製のテンダー機、略して「ピーテン」と呼ばれる一連の蒸気機関車の代表格である。
日本鉄道及び総武鉄道の同形機は、1906年（明治39年）に制定された鉄道国有法により官設鉄道に移管され、1909年（明治42年）の鉄道院が制定した車両形式称号規程により、5500形となった。両数は、官設鉄道が6両、日本鉄道が60両、総武鉄道（東武鉄道からの譲渡車）が6両の計72両である。これ以外に東武鉄道でも、1899年（明治32年）の伊勢崎線新規開業に際して独自に同形機を輸入しており、後述の官設鉄道からの譲受機を加えて、長く使用された。
1929年（昭和4年）から翌年にかけて、10両がタンク機関車に改造されB10形となっている。
官設鉄道では、1896年（明治29年）にニールソン（ネルソン）社 (Neilson & Co., Hyde Park Locomotive Works) 製の6両（後の5630形）、日本鉄道では1893年（明治26年）に同じくニールソン社製を5両（同じく5630形）および1898年（明治31年）にシャープ・スチュアート社 (Sharp Stewart & Co. Ltd., Atlas Works) 製を6両（後の5650形）を輸入しており、本項では両形式についても取扱う。
官設鉄道では、ピーコック社製とニールソン社製をあわせて12両の導入にとどまり、以降の増備は動輪直径が152 mm大きい6200系列となったが、日本鉄道では標準形として、実に60両もの大増備を行っている。

## 構造
車軸配置4-4-0 (2B、アメリカン) で2気筒単式の飽和式テンダー機関車で、動輪直径は1372mmである。本形式に先行する5300形系列では、第2動輪が運転台の直前、火室の横に置かれていたが、本形式では動輪の軸距を伸ばして運転台の直下に置き、火室を第1動輪と第2動輪の間に配した安定感のある姿となった。その意味では、1882年（明治15年）ベイヤー・ピーコック社製の2B型タンク機関車（後にテンダー機関車に改造され5490形となった）のリファイン版といえる。
ランボード（歩み板）の前部が斜めにはね上がり、シリンダがそれに沿う形で斜めに取り付けられているのも先行各形式と同様である。また、銘板は第1動輪スプラッシャー（泥除け）の装飾を兼ねた扇形の大きなものが取付けられており、機関車のスタイルに対して特に意を配ったとされるベイヤー・ピーコック社の姿勢を垣間見ることができる。テンダー（炭水車）は3軸固定式である。
5500形と5630形は、別会社の製造であるが非常に似ており、機関車後部とテンダー前部の寸法の違い、主台枠、テンダー台枠の形状の違いのほかに、運転台前面窓の形状が5500形は四角形、5630形は丸形で、ランボードの斜め部分の立上がり位置が5500形では第1動輪のスプラッシャーと砂箱の少し前であるのに対し、5630形では第1動輪の前部あたりとなっている。また、ロッド類の断面が5500形ではI形であるのに対し、5630形では平形（長方形）で、動輪に取り付けられたバランス・ウェイトの形状も5500形が扇形であるのに対して5630形では三日月形であるなど細部では異なっている点がある。

## 5500形

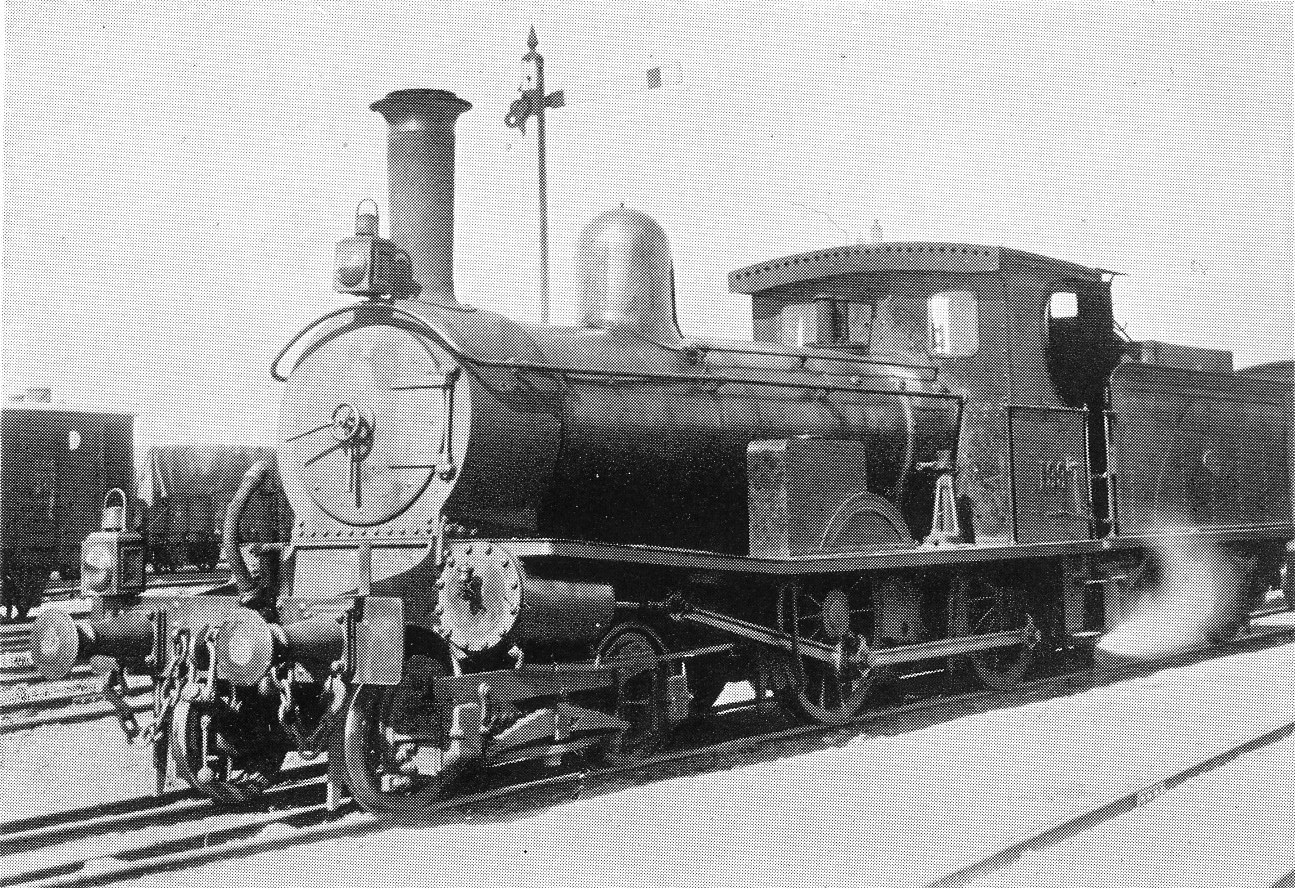
日本鉄道 199（後の鉄道院 5564）

### 運転・経歴
官設鉄道は東海道線の増強用としてベイヤー・ピーコック社に6両を発注した。製造番号は3597 - 3602。官設鉄道での形式番号は、計画時は形式AF (226 - 231) だったが、組立て完了までに番号が142 - 147に改番された。落成後は、東海道線中部の静岡機関庫などに配置されたが、後に142 - 144, 146は奥羽南線でも使用された。1898年（明治31年）には、ニールソン社製の5630形とともにD6形に改められた。
日本鉄道では、1894年（明治27年）に同形機をPbt2/4形として12両を輸入した。こちらはボイラーの仕様が官設鉄道のものと若干異なり、整備重量も重かった。日本鉄道では、1897年（明治30年）に36両、1898年に12両を増備したが、1898年製の3次車は、第1動輪のスプラッシャー前方の砂箱を大型化している。
日本鉄道所属車の、製造番号及び番号は次のとおりである。
- 1894年製 製造番号3640 - 3651 番号93 - 104
- 1897年製 製造番号3889 - 3924 番号153 - 188
- 1898年製 製造番号4014 - 4025 番号189 - 200

1906年に公布された鉄道国有法により、日本鉄道と総武鉄道は買収・国有化され、両社に所属した66両が官設鉄道に編入された。これを受けて1909年に制定された鉄道院の車両形式称号規程により、官設鉄道のD6形及び旧日本鉄道のPbt2/4形、旧総武鉄道の16 - 21は5500形と定められ、官設鉄道の6両が5500 - 5505、旧日本鉄道の60両が5506 - 5565、旧総武鉄道の6両が5566 - 5571に改められた。
官設鉄道の5500 - 5505は、この頃には北陸線に移っており、中部鉄道局に所属していた。その後は、西部鉄道局に移り、山陰線の豊岡や米子に配置されたが、1921年（大正10年）6月に東京鉄道局に転じている。
旧日本鉄道・総武鉄道の66両は、高崎線、東北線、総武線の主力として使用されたが、一部は蒸気圧力を12.2kg/cm2に上げて気筒直径を縮小し、奥羽線に転用された。また、信越線北部および羽越線に転用されたものもあり、1923年（大正12年）6月の仙台鉄道局新津運輸事務所管内には5539 - 5552の14両が配置されていたと記録されている。総武線へは、国有化後に5500形が増備され、やがて房総線でも使用された。
1923年9月1日に発生した関東大震災では、実に9両の5500形（5526（品川庫）, 5528, 5530（千葉庫）, 5560, 5564, 5567, 5569（錦糸町庫）, 5557, 5558（安房北条庫））が被災しているが、幸いにも廃車は発生していない。
1925年（大正14年）に仙台鉄道局配置の3両 (5541, 5544, 5549) が東武鉄道に譲渡され、1929年（昭和4年）および1930年（昭和5年）には、12両 (5509, 5511, 5519, 5523, 5536, 5554, 5556, 5559, 5561, 5563, 5567, 5569) が廃車となり、10両 (5506, 5507, 5510, 5512, 5515, 5527, 5534, 5557, 5558, 5565) は、B10形2B1タンク機関車に改造された。
1933年（昭和8年）6月現在で、東京鉄道局に36両、仙台鉄道局に11両の計47両が配置されていたが、東京鉄道局配属車のうち17両は休車で、稼働車はすべて入換専用であった。東京鉄道局では、1935年（昭和10年）3月までに、先の休車17両に2両を加えた19両 (5503, 5504, 5514, 5516, 5517, 5518, 5520, 5521, 5522, 5524, 5526, 5528, 5529, 5531, 5532, 5533, 5562, 5564, 5566) が廃車となった。
仙台鉄道局の11両は、越後線で使用されていたが、1939年（昭和14年）までに6250形に置き換えられ、5539, 5540, 5543, 5545, 5547を残して廃車された。このうち、5531，5551は東武鉄道に、5542は三井三池港務所に、5552は寿都鉄道に、5560は日本曹達天塩鉱業所に譲渡された。
太平洋戦争後の1947年（昭和22年）1月には5546が三岐鉄道に、5548が名古屋鉄道に譲渡された。この頃には、22両が飯田町、横浜、国府津で入換専用で使用されている。
1952年（昭和27年）10月17日、鉄道開業80周年記念行事の一つとして、東横浜 -  汐留間に蒸気列車「汽笛一声号」が運転されることとなり、その牽引を5500形が務めることになった。当時横浜機関区に在籍していた5500形7両 (5501, 5513, 5530, 5537, 5538, 5570, 5571) のうち、最も状態の良かった5571に5501のナンバープレートを取付けて運転したが、これらも1955年（昭和30年）9月に廃車され、5500形は施設局に5508, 5540, 5543, 5553の4両を残すのみとなった。
1961年（昭和36年）に、翌年の鉄道開業90周年を記念して開設されることとなった青梅鉄道公園での保存機として5540が選ばれ、残りの3両は解体された。これをもって、国鉄の5500形はすべて姿を消した。
ベイヤー・ピーコック製の本形式は、80年もの間使用されながらも気筒とピストンの磨耗がほとんどなく、検査時にも気筒のプッシングの必要がまったくなかったという。後年、国鉄研究所では、その材質を分析したが、リンの含有量が少し多いという以外、金属の材質からはその理由が全く解明できなかったという。

### 主要諸元
- 全長：14,021mm
- 全高：3,671mm
- 全幅：2,286mm
- 軌間：1,067mm
- 車軸配置：4-4-0(2B)
- 動輪直径：1,372mm
- 弁装置：スチーブンソン式基本型
- シリンダー（直径×行程）：406mm×559mm
- ボイラー圧力：11.3kg/cm2
- 火格子面積：1.33m2
- 全伝熱面積：80.3m2
  - 煙管蒸発伝熱面積：73.0m2
  - 火室蒸発伝熱面積：7.3m2
- ボイラー水容量： 2.3m3
- 小煙管（直径×長サ×数）：45mm×3,229mm×170本
- 機関車運転整備重量：34.07t
- 機関車空車重量：30.97t
- 機関車動輪上重量（運転整備時）：22.34t
- 機関車動輪軸重（第1動輪上）：11.62t
- 炭水車重量（運転整備時）：24.55t
- 炭水車重量（空車）：11.64t
- 水タンク容量：9.1m3
- 燃料積載量：3.46t
- 機関車性能
  - シリンダ引張力：5,990kg
- ブレーキ装置：手ブレーキ、真空ブレーキ

### 譲渡
前節で述べたように、5500形の国鉄から私鉄への譲渡機は計10両で、東武鉄道に5両が譲渡されたほか、寿都鉄道、三井三池港務所、日本曹達天塩鉱業所、三岐鉄道、名古屋鉄道に各1両が譲渡されている。三井三池港務所の5542は、同系の三井芦別鉄道に再譲渡されている。
三岐鉄道では、5546が1948年11月に竣功し、国鉄時代の形式番号のまま、主に富田駅の入換用として使用された。同機は、ディーゼル機関車の導入にともない、1952年11月に廃車解体された。
名古屋鉄道に譲渡された5548は、1948年10月に竣功し、国鉄時代の形式番号のまま使用された。同機は名古屋鉄道唯一のテンダー機関車である。貨物列車の牽引に使用されたが、1960年6月に廃車となった。

### 東武鉄道B1形

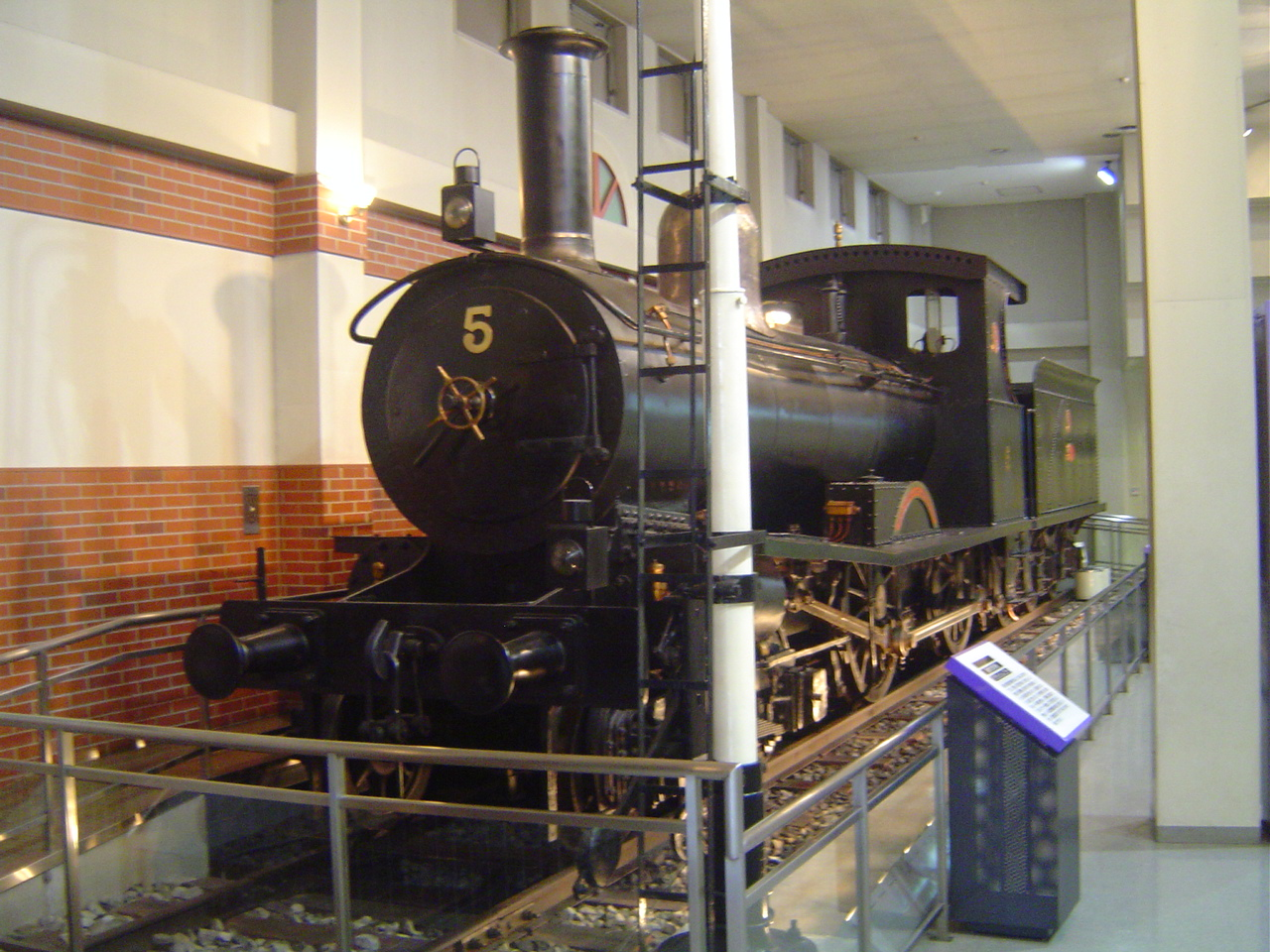
東武鉄道5号（2006年5月14日、東武博物館）

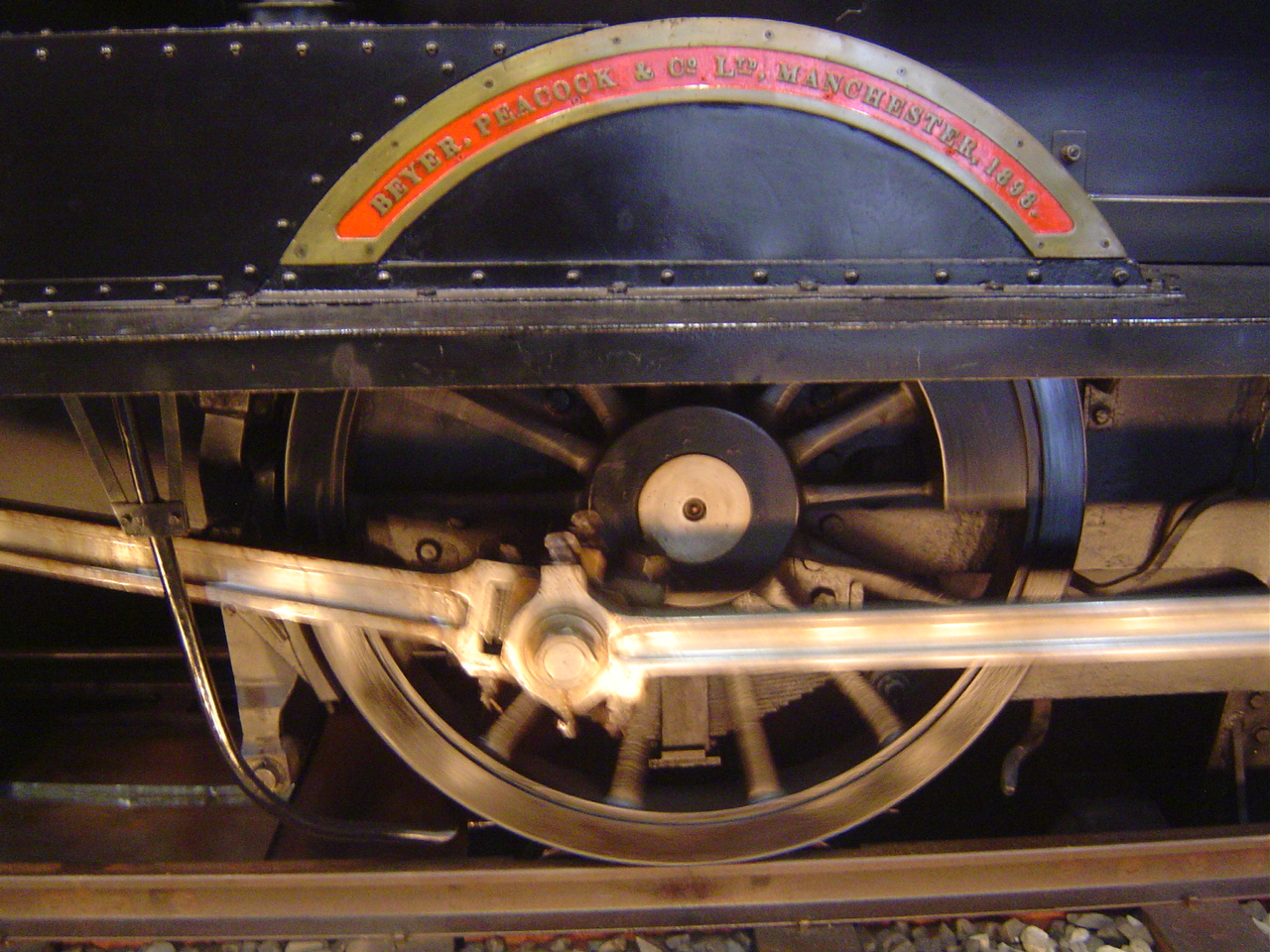
東武鉄道5号の銘板（2006年5月14日、東武博物館）

東武鉄道は、伊勢崎線北千住・久喜間の新規開業用として、1898年にベイヤー·ピーコック社から（製造番号4026 - 4035） 10両輸入し、B1形 (3 - 12) に改番。5500形と主要寸法は同一だったが、使用圧力が9.8kg/cm2と低下した。
翌年、伊勢崎線を開業したが、以遠の建設は資金難のため困難となった。10両の大型機関車の保有が重荷となり、小型機関車を多く保有する総武鉄道に1899年に4両 (9 - 12) 、1901年に2両 (7, 8) 計6両が譲渡され16 - 21に改番された。
4両 (3 - 6) のみを継続して使用したが、1907年（明治40年）8月に（亀戸線）亀戸 - 足利間の開通に伴い、残った4両だけでは不足を来たした。同年、追加で製造番号5089，5090を輸入し、14, 15（1915年、7, 8（いずれも3代目）に改番）とした。
その後、国鉄から5両の同形機 (5541, 5544, 5549, 5531, 5551) を譲受し、東武鉄道では54 - 56, 59, 58（2代）と改番して使用した。これにより、東武鉄道プロパーの6両を合わせて計11両のB1形が東武鉄道で使用されることとなったが、これらは1945年（昭和20年）に3が事故廃車（除籍は1952年）となった以外は、1959年（昭和34年）から1963年（昭和38年）に至るまで社線内の貨物列車牽引に使用された。
廃車は、4が1959年、55, 59が1960年、56が1962年、8, 54が1963年、58が1964年、5, 6が1965年である。最後まで残った5・6が東武鉄道創業時の機関車として東武関連施設で保存・展示されたのち、1989年に開設された東武博物館に保存・展示されている。

### B10形

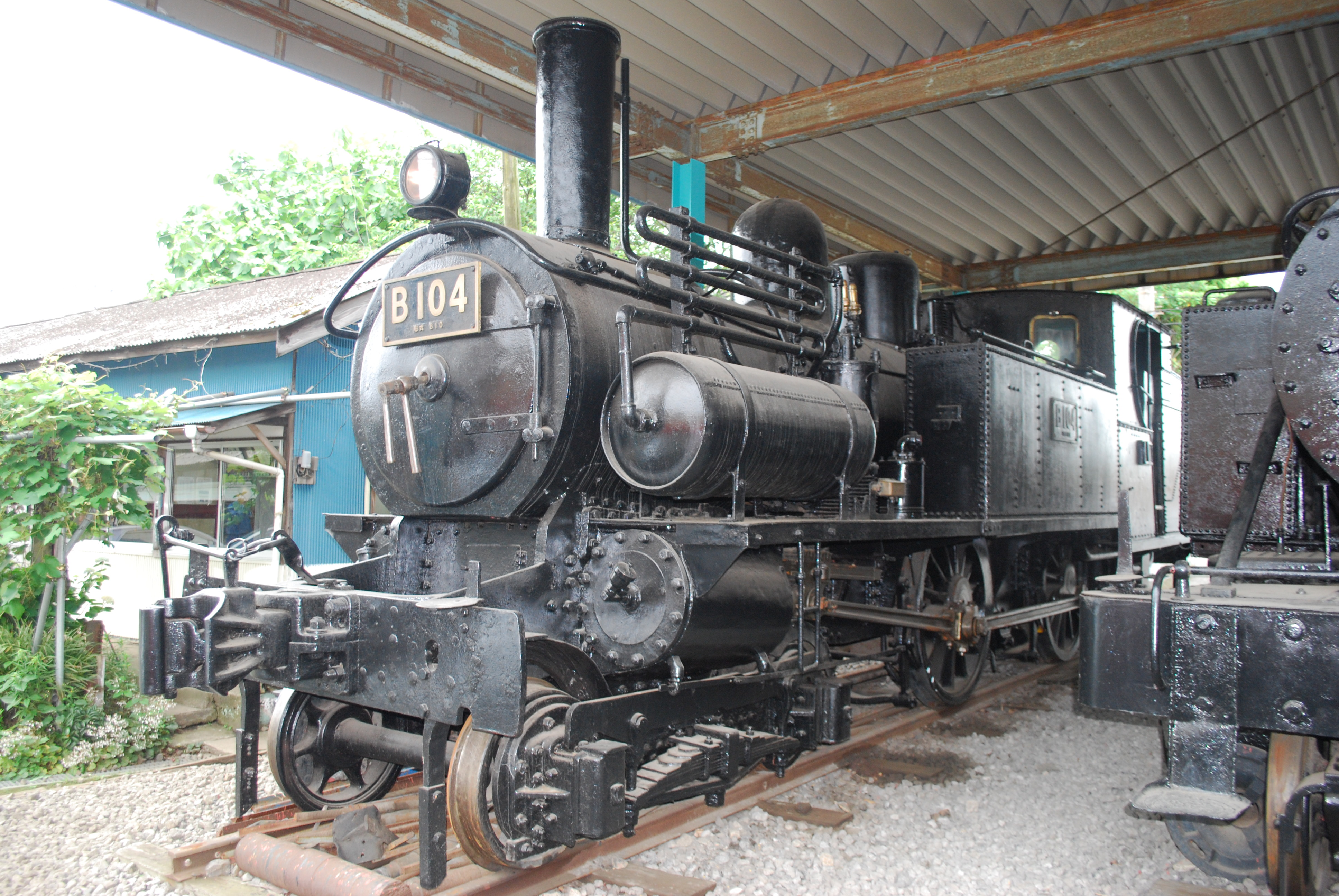
小湊鉄道で保存されているB104

B10形は、当時続々と開業していたローカル線用のタンク機関車の需要を満たすため、本形式を2B1型タンク機関車に改造したもので、1929年から1930年にかけて10両が改造された。同様の改造は、大正時代後期から同時期の2B型テンダー機関車を対象に継続して行われており、B10形はその最後の形式である。B10形以外では5300形を改造した960形、6350形を改造した1000形（2代）、6200形および6270形を改造した1070形がある。
B10形の新旧番号の対照は、次のとおりである。
5506, 5558, 5512, 5507, 5527, 5557, 5565, 5510, 5515, 5534 → B10 1 - 10
形態的には、側水槽を左右側面に新設し、運転台後方に従輪を1軸追加して炭庫を設けた。側水槽は、右側が前方上面を斜めに切り落とした五角形、左側が右側よりやや長さの短い四角形で、形態が異なっていた。これは、当時取り付けが進められていた、空気ブレーキ用の空気圧縮機や空気タンクの取り付けスペースを確保するためである。この改造により、運転整備重量は48.43t、軸重は13.24tに増加し、使用線区はおのずと限られることとなったが、後に新製されるC11形等の近代型タンク機関車への繋ぎとしての役割は十分果たした。
B10形は、全車が東京鉄道局に配置され、総武線や房総線で使用されたが、その後、B102, 6 - 10が横浜線に転じ、B101，3，5は大井工場（現・東京総合車両センター）の入換用に、B104は休車となった。
1938年（昭和13年）から私鉄などへの譲渡が始まり、同年にB109とB1010がラサ工業に、1943年（昭和18年）にB106が東洋埠頭に、B104が陸軍千葉兵器支廠に譲渡されている。陸軍に譲渡されたB104は、終戦後、千葉機関区に留置されていたが、1946年（昭和21年）に小湊鉄道に貸渡され、1949年（昭和24年）、正式に譲渡された。同機は、1952年（昭和27年）に廃車されたが、その後も解体されることなく五井機関区に保管されている。
国鉄に残ったものは、1950年（昭和25年）までに全廃されている。

#### 主要諸元
- 全長：11,378mm
- 全高：3,672mm
- 全幅：2,061mm
- 軌間：1,067mm
- 車軸配置：4-4-2(2B1)
- 動輪直径：1,400mm
- 弁装置：スチーブンソン式
- シリンダー（直径×行程）：406mm×559mm
- ボイラー圧力：11.0/12.0kg/cm2
- 火格子面積：1.33m2
- 全伝熱面積：73.0m2
  - 煙管蒸発伝熱面積：65.7m2
  - 火室蒸発伝熱面積：7.3m2
- ボイラー水容量：2.3m3
- 小煙管（直径×長サ×数）：45mm×3,229mm×162本
- 機関車運転整備重量：48.43t
- 機関車空車重量：36.63t
- 機関車動輪上重量（運転整備時）：25.76t
- 機関車動輪軸重（第1動輪上）：13.24t
- 水タンク容量：6.5m3
- 燃料積載量：3.0t
- 機関車性能
  - シリンダ引張力：6,150kg（11.0kg/cm2のとき）
- ブレーキ装置：手ブレーキ、空気ブレーキ

## 5630形

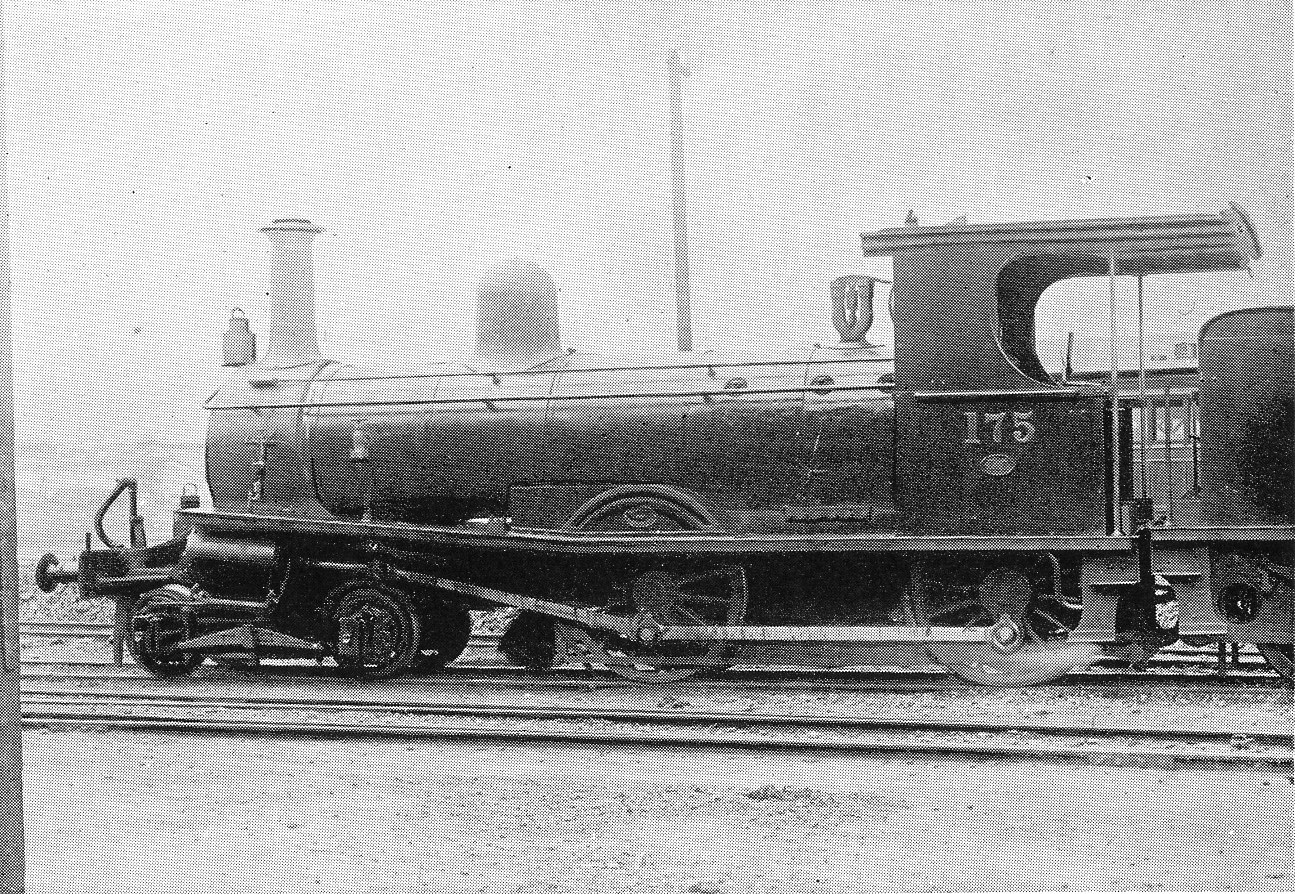
鉄道作業局 175（後の鉄道院 5631）

本形式は、1893年に英国ニールソン社で5両が製造され、日本鉄道に納入された官設鉄道5500形の同形機で、同社ではNbt2/4形 (72 - 76) と称した。1906年の日本鉄道国有化により、官設鉄道に籍を移した。
1896年には、官設鉄道向けに6両が製造され、当初の形式は5500形と同じAF形 (174 - 179) に付番された。鉄道作業局でも同形式のD6形に分類されたが、1909年に制定された鉄道院の形式称号規程では旧日本鉄道所属機と合わせて形式が分けられ、5630形（官設鉄道所属機が5630 - 5635、旧日本鉄道所属機が5636 - 5640）となった。
4月から5月にかけて使用を開始。主に東海道線東部および東北線北部で使用されたが、後に北陸線に移り、1925年（大正14年）の5月から11月にかけて全機が廃車となった。保存されたもの、私鉄に譲渡されたものはない。

## 5650形(東武鉄道B4形)

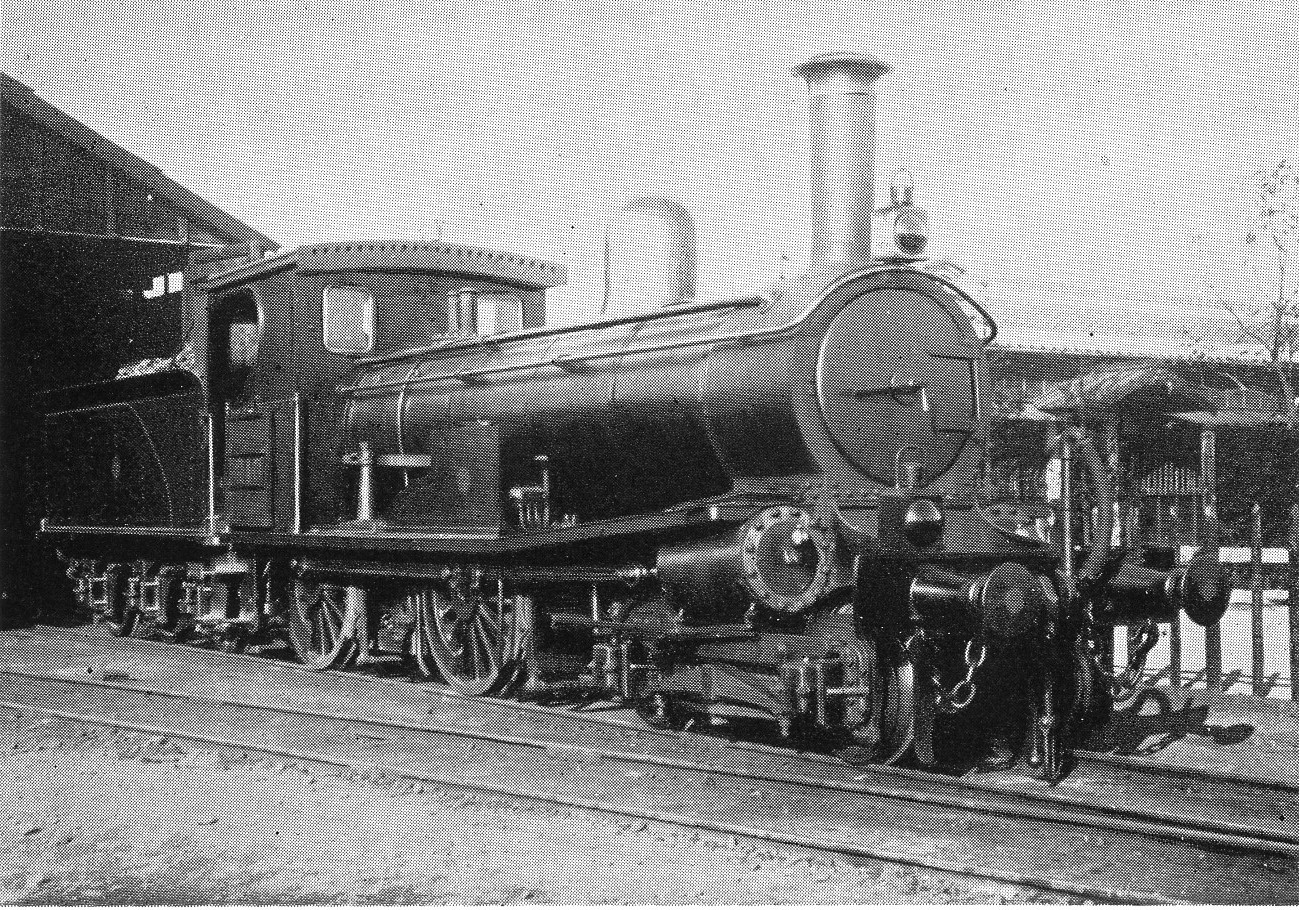
日本鉄道 SSbt2/4形（後の鉄道院5650形）

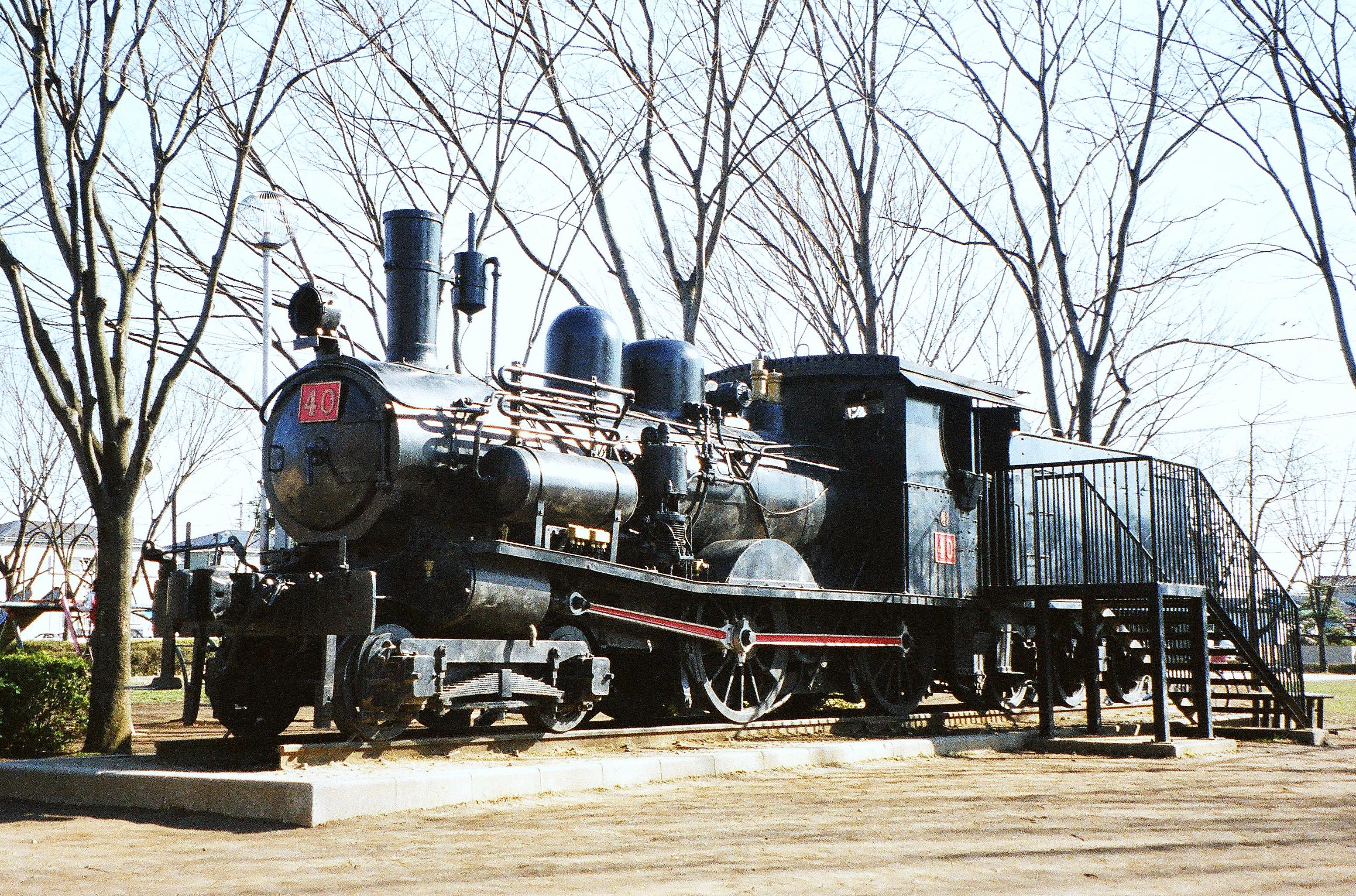
東武鉄道のB4形蒸気機関車の40号機（保存車）

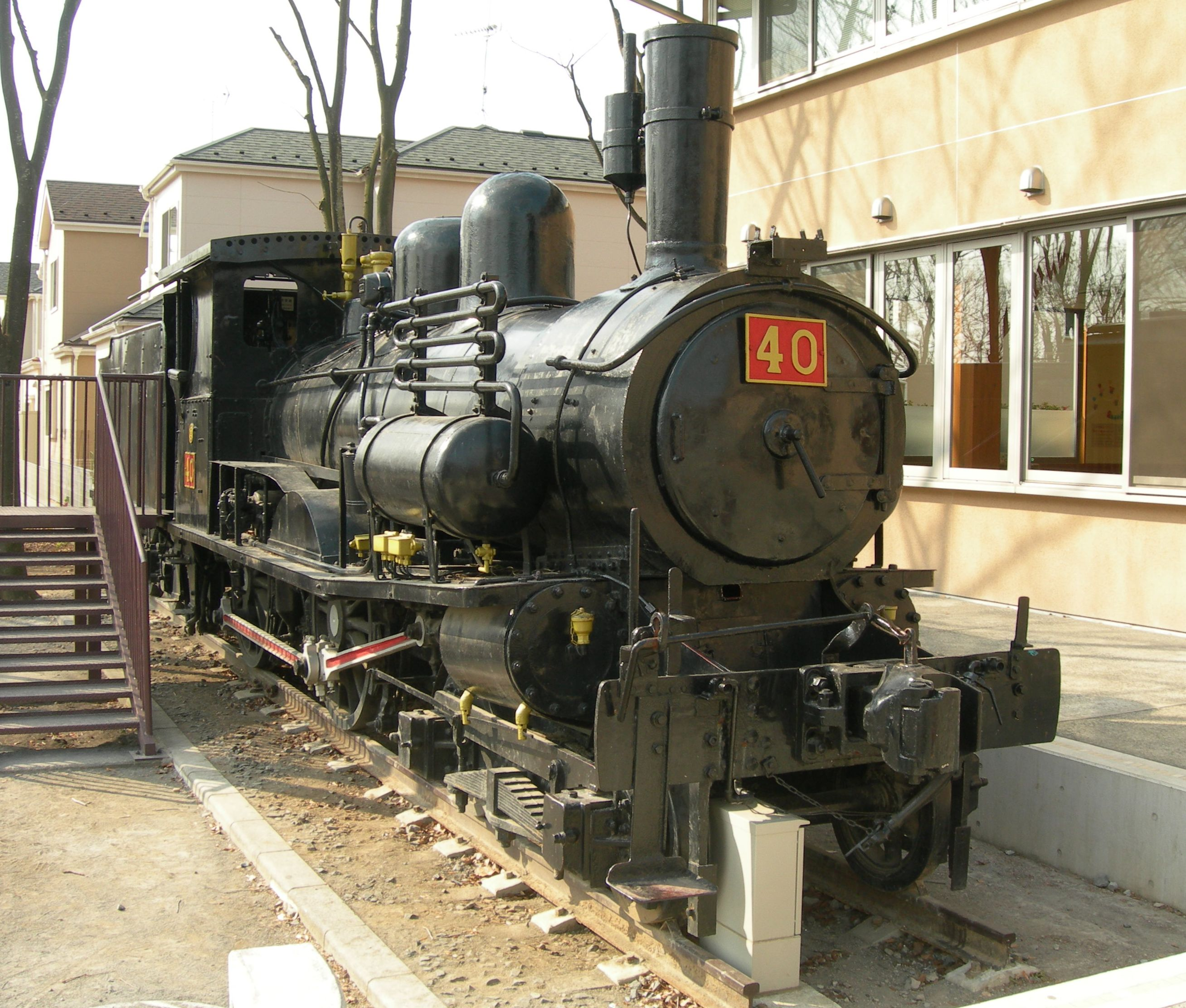
東武鉄道40号（2010年1月31日、宮代町役場前）

1898年に英国シャープ・スチュアート社で6両が製造され、日本鉄道に納入された。官設鉄道5500形の同形機で、SSbt2/4形 (207 - 212) と称した。1906年の日本鉄道国有化により官設鉄道に籍を移し、1909年に制定された鉄道院の形式称号規程では、5650形 (5650 - 5655) に改められた。形態的には、Pbt2/4形3次車とほぼ同等で、大型の砂箱を装備しているが、第1動輪スプラッシャーの飾り枠がなく、シンプルな外観となっている。
主に、東北線、常磐線、高崎線など、旧日本鉄道管内で使用され、最後は仙台鉄道局管内の新津に集められた。1922年（大正11年）には第一次世界大戦後の好況期を迎え、機関車が不足していた東武鉄道に譲渡。B4形 (35 - 40) に改番した。35，38は1959年（昭和34年）、36は1962年（昭和37年）、37は1965年（昭和40年）、39, 40は1966年（昭和41年）まで貨物列車の牽引に使用された。

## 保存機
国鉄で廃車となった5540が東京都青梅市の青梅鉄道公園に静態保存されているほか、東武鉄道の5と6が墨田区の東武博物館に静態保存されている。このうち、5は製造時の姿に復元されたうえ、東武鉄道記念物に指定されて屋内に、6は廃車時の状態で屋外のSLスクエアに展示されている。5については、走行部が可動状態に整備されており、定期的に汽笛の吹鳴や車輪を回転させての実演が行なわれている。

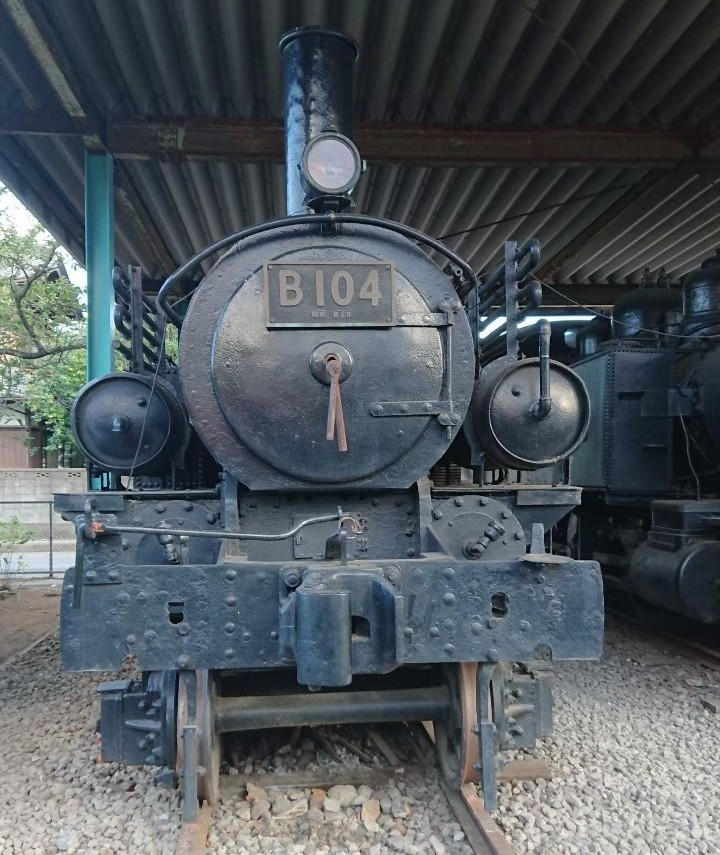
小湊鉄道B104　前面

また、5507を改造したB104が千葉県市原市の小湊鉄道機関区に静態保存されており、1980年（昭和55年）2月22日付けで、小湊鉄道1号・2号蒸気機関車とともに千葉県の有形文化財に指定されている。
5650形については、東武鉄道で最後まで使用された3両が保存されている。40（旧5655）が埼玉県南埼玉郡宮代町役場前に、39（旧5654）が一旦、豊島区の昭和鉄道高等学校に保存された後に2002年（平成14年）に三岐鉄道に譲渡されて三重県いなべ市の貨物鉄道博物館に、また37（旧5652）は千葉県内の個人にそれぞれ静態保存されている。